# Теннант-Крік
Теннант-Крік — невелике місто (англ. town) в Північній Території, Австралія. Населення — 3500 осіб. (на 2005 рік).

## Географія
Місто є одним з найвіддаленіших і важкодоступних населених пунктів Австралії: відстань до міста Аліс-Спрінгс становить 500 км (на південь) і майже 1000 км до столиці Північної території — міста Дарвін (на північ).

### Клімат
Місто знаходиться у зоні, котра характеризується кліматом тропічних пустель. Найтепліший місяць — грудень із середньою температурою 31.7 °C (89 °F). Найхолодніший місяць — липень, із середньою температурою 18.3 °С (65 °F).
| Клімат Теннант-Кріка    | Клімат Теннант-Кріка | Клімат Теннант-Кріка | Клімат Теннант-Кріка | Клімат Теннант-Кріка | Клімат Теннант-Кріка | Клімат Теннант-Кріка | Клімат Теннант-Кріка | Клімат Теннант-Кріка | Клімат Теннант-Кріка | Клімат Теннант-Кріка | Клімат Теннант-Кріка | Клімат Теннант-Кріка | Клімат Теннант-Кріка |
| Показник                | Січ.                 | Лют.                 | Бер.                 | Квіт.                | Трав.                | Черв.                | Лип.                 | Серп.                | Вер.                 | Жовт.                | Лист.                | Груд.                | Рік                  |
| Абсолютний максимум, °C | 43                   | 44                   | 40                   | 37                   | 35                   | 32                   | 32                   | 35                   | 38                   | 41                   | 42                   | 44                   | 44                   |
| Середній максимум, °C   | 36                   | 35                   | 34                   | 31                   | 27                   | 24                   | 24                   | 27                   | 31                   | 35                   | 36                   | 37                   | 31                   |
| Середня температура, °C | 31                   | 30                   | 28                   | 25                   | 22                   | 18                   | 18                   | 21                   | 24                   | 28                   | 30                   | 31                   | 26                   |
| Середній мінімум, °C    | 25                   | 24                   | 23                   | 20                   | 16                   | 12                   | 11                   | 14                   | 17                   | 21                   | 23                   | 25                   | 19                   |
| Абсолютний мінімум, °C  | 17                   | 18                   | 14                   | 11                   | 6                    | 5                    | 4                    | 6                    | 7                    | 11                   | 10                   | 17                   | 4                    |
| Норма опадів, мм        | 90                   | 100                  | 60                   | 10                   | 0                    | 0                    | 0                    | 0                    | 10                   | 20                   | 30                   | 50                   | 420                  |
| ----------------------- | -------------------- | -------------------- | -------------------- | -------------------- | -------------------- | -------------------- | -------------------- | -------------------- | -------------------- | -------------------- | -------------------- | -------------------- | -------------------- |
| Джерело: Weatherbase    |                      |                      |                      |                      |                      |                      |                      |                      |                      |                      |                      |                      |                      |

## Історія
Крік був центром австралійської «золотої лихоманки» в 1930-ті роки.

## Економіка
Теннант-Крік з околицями є головним центром вирощування великої рогатої худоби. У місті є початкова школа, також є аеропорт.